# An Tân, Thái Thụy
An Tân là một xã cũ thuộc huyện Thái Thụy, tỉnh Thái Bình, Việt Nam.
Tên của xã được ghép từ tên của hai xã cũ là Thụy An và Thụy Tân.

## Địa lý
Xã An Tân nẳm ở phía đông bắc huyện Thái Thụy, có vị trí địa lý:
- Phía đông giáp xã Thụy Trường và xã Thụy Xuân
- Phía tây giáp xã Hồng Dũng
- Phía nam giáp thị trấn Diêm Điền và xã Thụy Hải
- Phía bắc giáp thành phố Hải Phòng.

Xã An Tân có diện tích 9,61 km², dân số năm 2019 là 7.516 người, mật độ dân số đạt 782 người/km².
Đây là địa phương có dự án Đường cao tốc Ninh Bình – Hải Phòng đi qua.

## Lịch sử
Địa bàn xã An Tân hiện nay trước đây vốn là hai xã Thụy An và Thụy Tân thuộc huyện Thái Thụy.
Trước khi sáp nhập, xã Thụy An có diện tích 4,11 km², dân số là 3.960 người, mật độ dân số đạt 964 người/km², có 4 thôn: An Cố Bắc, An Cố Trung, An Cố Nam, An Cố Tân. Xã Thụy Tân có diện tích 5,50 km², dân số là 3.556 người, mật độ dân số đạt 647 người/km², có 5 thôn: Tân Cường, Tân Trường, Tân An, Tân Dũng, Tân Phương.
Ngày 11 tháng 2 năm 2020, Ủy ban Thường vụ Quốc hội ban hành Nghị quyết số 892/NQ-UBTVQH14 về việc sắp xếp các đơn vị hành chính cấp xã thuộc tỉnh Thái Bình (nghị quyết có hiệu lực từ ngày 1 tháng 3 năm 2020). Theo đó, sáp nhập toàn bộ diện tích và dân số của hai xã Thụy An và Thụy Tân thành xã An Tân.

## Di tích
Một số di tích lịch sử trên địa bàn xã: 
- Đình An Cố: di tích lịch sử cấp quốc gia từ năm 1962 và được tu bổ, nâng cấp năm 2008
- Đền An Cố: di tích lịch sử cấp quốc gia vào năm 2018 (mở hội Đền từ ngày 1 tháng 7 âm lịch đến hết 25 tháng 7 âm lịch)
- Chùa An Cố: di tích lịch sử cấp tỉnh.